# Piel de verano
Piel de verano és una pel·lícula en blanc i negre de l'Argentina dirigida per Leopoldo Torre Nilsson sobre el seu propi guió segons el conte Convalecencia de Beatriz Guido, que es va estrenar el 31 d'agost de 1961 i que va tenir com a protagonistes a Alfredo Alcón, Graciela Borges, Franca Boni i Pedro Laxalt. Va estar a càrrec de la càmera el futur director de fotografia i de cinema Aníbal Di Salvo.
La pel·lícula va ser seleccionada com a entrada argentina per al Oscar a la millor pel·lícula de parla no anglesa als Premis Oscar de 1961, però no va ser acceptada com a nominada.

## Argument
A Punta del Este, la Marcela, una jove estudiant, prefereix les alegries de la platja a les classes escolars. La seva àvia sacseja els seus hàbits oferint-li un tracte estrany: vetllar pels últims dies de Martín, el fill del seu amant, que pateix una malaltia incurable. La Marcela també haurà de simular la passió amorosa a canvi d'una estada a París, totes les despeses pagades, i una col·lecció del modista Dior.

## Repartiment
- Alfredo Alcón...	Martín
- Graciela Borges...	Marcela
- Franca Boni...	Jou-Jou
- Pedro Laxalt	 ...	Alberto
- Juan Jones...	Marcos
- Luciana Possamay...	Adela
- Rossana Possamay
- Rafael Salzano
- Juan Carlos Carrasco
- Rosita Miranda
- Henny Trayles

## Comentaris
El crític Antonio A. Salgado va comentar a Tiempo de Cine:
| « | ”Falta calor en aquest film més preocupat a copiar una tècnica intimista apresa d'Antonioni que a crear una atmosfera d'angoixa i solitud.” | » |

La crònica de La Nación afirmava:
| « | ”Llenguatge brillant, gairebé satíric posseït d'una intensitat excepcional en la definició del clima, però emmalalteix també de febleses. Des del punt de vista de la seva integritat no arriba a superar a films com La casa del ángel o La mano en la trampa.” | » |

A l'edició de juny de 1988 de National Film Theatre es va comentar:
| « | ”Torre Nilsson realitza un tall triomfant del seu passat barroc i explora un món sensualment fresc i brillant dels calents dies d'estiu, de les festes a la platja i d'actuacions veloces.” | » |